# Tlogorejo (Tlogowungu)
Tlogorejo is een bestuurslaag in het regentschap Pati van de provincie Midden-Java, Indonesië. Tlogorejo telt 4786 inwoners (volkstelling 2010).